# Mureybet
Koordinaten: 36° 2′ 36″ N, 38° 7′ 43″ O
Mureybet (arabisch تل المريبط, DMG Tall al-Muraibiṭ) war ein prähistorischer Tell am westlichen Euphratufer im Gouvernement ar-Raqqa in Nordsyrien. Der Hügel, welcher zwischen 1964 und 1974 im Rahmen mehrerer Notgrabungen untersucht wurde, ist inzwischen vom Assad-Stausee überflutet. Durch die Ausgrabungen konnte eine Besiedlung Mureybets zwischen etwa 10.200 und 8000 v. Chr. nachgewiesen werden, wobei Mureybet für eine insgesamt weiter verbreitete archäologische Kultur des PPNA namensgebend wurde. Die wissenschaftliche Bedeutung Mureybets begründet sich darauf, dass in diesem Fundort der Übergang von mobilen Jäger- und Sammlergruppen (des (Epi-)Paläolithikum) hin zu bäuerlichen Gesellschaften (des Neolithikum, Präkeramisches Neolithikum B, PPNB) nachvollzogen werden kann.

## Ausgrabungen
Mureybet wurde 1964 im Rahmen eines Surveys des Oriental Institute der University of Chicago von Maurits N. van Loon entdeckt, das in diesem Jahr eine kleine Sondage und im Folgejahr umfangreichere Ausgrabungen durchführte. Ab 1971 übernahm der Franzose Jacques Cauvin mit Unterstützung des Centre national de la recherche scientifique die Ausgrabungen. Diese standen nunmehr im größeren Kontext von Notgrabungen an möglichst vielen Fundorten, die durch den Bau der Tabqa-Talsperre gefährdet waren. 1976 versank Mureybet endgültig im Assad-Stausee. Dennoch beschäftigten sich seitdem eine ganze Reihe von Wissenschaftlern mit dem in den Notgrabungen zu Tage geförderten Material, das heute vor allem im Nationalmuseum Aleppo und beim Institut de Préhistoire Orientale in Jalès-Berrias aufbewahrt wird.

## Siedlungsgeschichte
In Mureybet ließen sich vier Besiedlungsphasen differenzieren, die vom Natufien bis zum mittleren PPNB reichen und zum Teil nochmals unterteilt werden können:
- Phase Ia entspricht in etwa dem Zeitraum von 10.200 bis 9.700 v. Chr. und kann, wie auch das nahegelegene Abu Hureyra, dem Natufien zugerechnet werden. Archäologische Befunde beschränken sich auf Herdstellen und Kochgruben. Die Menschen ernährten sich vor allem von wilden Gazellen und Wildpferden sowie den Wildformen von Gerste und Roggen. Vereinzelte Funde von Sichelklingen und Mahlsteinen lassen erste Ansätze der Neolithisierung erkennen.
- Die Phasen Ib – IIb entsprechen dem Zeitraum von 9700 bis 9300 v. Chr. und werden dem Khiamien zugerechnet. Archäologische Befunde aus Mureybet sind hier von besonderer Bedeutung, da vergleichbare Architekturfunde aus anderen Khiamien-Fundorten bisher fehlen. So existierte in Phase Ib ein eingetieftes rundes Gebäude mit etwa sechs Meter Durchmesser. In den folgenden Phasen traten weitere kleine Häuser hinzu.
- Die Phase III entspricht dem Zeitraum von 9300 bis 8600 v. Chr. und gehört dem Mureybetien an. In dieser Phase diversifizierte sich die Form der Häuser und es entstanden erste rechteckige, mehrräumige Gebäude neben den bereits existierenden Rundbauten. Während in vorausgehenden Phasen Stampflehm als Baumaterial diente, wurden die Gebäude dieser Phase aus kleinen Steinen errichtet. Auch existierten weiterhin größere eingetiefte Bauten, die mit den zeitgleichen Gebäuden aus Jerf el Ahmar vergleichbar sind. Für verschiedene Getreide- und Tierarten lassen sich erstmals kultivatorische Eingriffe nachweisen.
- Die Phase IV entspricht dem Zeitraum von 8600 bis 8000 v. Chr. und damit bereits dem PPNB. Während aus Phase IVa nur wenige Funde existierten, zeigt Phase IVb deutlich neolithische Züge: Gebäude aus Lehm sowie Nutzung domestizierter Tier- und Getreidearten.